# 북창군
북창군(北倉郡)은 조선민주주의인민공화국 평안남도 중부 내륙에 있는 군이다.

## 지리
북쪽으로 덕천시, 동쪽으로 맹산군, 남쪽으로 신양군, 성천군, 순천시, 서쪽으로 개천시와 접한다.

## 역사
북창군은 조선민주주의인민공화국 건국 후에 신설된 군이다.
1952년 12월, 맹산군의 옥천면·봉인면·학천면, 덕천군의 잠도면·잠상면을 합병해 북창군이 편성되었다(1읍 25면).
초기에 군 인민위원회는 구·옥천면 북창리에 놓여져 이 지구를 북창읍이라 칭했다. 1967년에는 양촌리와 그 주변지역이 북창로동자구에 편성되었다. 1972년, 군 인민위원회는 북창로동자구(구·양촌리)로 이전했고 이 지구가 북창읍으로 불리게 되어, 지금까지의 북창읍(구·북창리)은 북창로동자구로 개칭되었다.
1995년 8월에는 석산리·원평리·룡산리를 재편해 득장지구가 신설되었다. 2000년에 득장지구는 폐지되었고 지구 소속의 로동자구는 북창군에 편입되었다.

## 정치범수용소
북창군에 제18호 관리소로（2006년 폐지，2016년 재설 가능，평안남도 봉창리） 불리는 정치범 수용소가 있다.

## 행정 구역
1읍 9구 20리로 구성된다.
- 북창읍 (北倉邑)
- 득장로동자구 (得將勞動者區)
- 북창로동자구 (北昌勞動者區)
- 인포로동자구 (仁浦勞動者區)
- 풍곡로동자구 (豊谷勞動者區)
- 송남로동자구 (松南勞動者區)
- 관하로동자구 (官下勞動者區)
- 갈골로동자구 (渴汨勞動者區)
- 명학로동자구 (鳴鶴勞動者區)
- 보업로동자구 (保業勞動者區)
- 수옥리 (水玉里)
- 송사리 (松寺里)
- 매현리 (梅峴里)
- 신석리 (新石里)
- 삼리 (三里)
- 회안리 (檜安里)
- 송림리 (松林里)
- 잠상리 (蠶上里)
- 룡산리 (龍山里)
- 대평리 (大坪里)
- 연류리 (淵流里)
- 남상리 (南上里)
- 남양리 (南陽里)
- 광로리 (廣路里)
- 신평리 (新坪里)
- 신복리 (新福里)
- 소창리 (召倉里)
- 가평리 (加坪里)
- 상하리 (上下里)
- 봉창리 (鳳倉里)